# Ellen Stropahl-Streidt
Ellen Stropahl-Streidt (Wittstock, 27 de julho de 1952) é uma ex-atleta e campeã olímpica alemã, velocista especializada nos 400 metros rasos e 100 metros rasos.
Competindo pela Alemanha Oriental, ela conquistou a medalha de ouro no revezamento 4X400 m feminino dos Jogos Olímpicos de Montreal, em 1976, junto com Brigitte Rohde, Christina Lathan e Doris Maletzki. A equipe alemã-oriental quebrou o recorde mundial da prova, sendo a primeira do mundo a correr abaixo de 3m20s (3m19s23). Nos mesmo Jogos, anteriormente, ela conquistou a medalha de bronze individual nos 400 m.
Também uma sprinter, em 15 de junho de 1972, antes dos Jogos de Munique, igualou o recorde mundial dos 100 metros rasos, mas não conseguiu medalha nas Olimpíadas, ficando em quarto lugar na final. Dois anos depois, igualou o recorde nacional da DDR nos 400 m com 50s69, melhorando esta marca pouco depois para 50s52. Também em 1974 ela foi a campeã nacional alemã nos 400 m. Em 1980, venceu a mesma prova no campeonato alemão indoor.
Durante a carreira foi atleta do ASK Vorwärts Potsdam.